# Andong
Andong je město v Jižní Koreji v provincii Severní Kjongsang. Městem protéká řeka Nakdong. Od 70. let se Andong rychle rozvíjel, ačkoli jeho populace poklesla o téměř 70 000 obyvatel, kteří se odstěhovali do Soulu nebo jiných velkoměst. Je centrem kultury a navštěvuje ho mnoho turistů.

## Partnerská města
- Bacolod, Filipíny
- Cholon, Izrael
- Pching-ting-šan, Čínská lidová republika
- Sagae, Japonsko